# REO Motor Car Company
A REO Motor Car Company amerikai járműgyár volt, amely személygépkocsikat, teherautókat és autóbuszokat gyártott 1905-től a Diamond Reo Trucks cégbe való beolvadásáig. Székhelye a Michigan állambeli Lansingban volt.

## Története

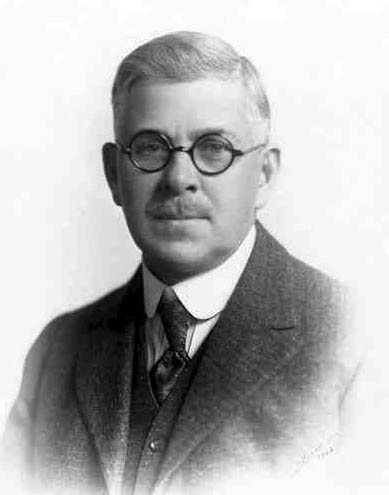
Ransom E. Olds, a REO alapítója

Ransom Eli Olds, az Oldsmobile cég alapítója hozta létre a REO céget, miután az Oldsmobile a General Motorsba olvadt. A REO név Olds monogramjából (nevének kezdőbetűiből) adódott.
A cég kezdetben egyhengeres motorral szerelt runaboutokat gyártott, majd két hengeres modellek következtek. Az 1906-os, sikertelen négyhengeres modell után a cég 1911-ben jött ki 3,7 literes motor hajtotta ötödik modelljével, amelyet így is neveztek: "REO The Fifth". Az 1920-as évek folyamán a cég négy- és hathengeres modelleket gyártott, köztük a hathengeres Model T-t, majd 1927-től a Flying Cloud nevű, négykerékfékekkel ellátott modellt. A másik hathengeres modell az 1920-as évek második felében a Wolverine nevet viselte. A gazdasági világválság éveit a cég jó üzletmenettel vészelte át. 1931-ben a Flying Cloud már soros nyolchengeres motorral jelentkezett, sőt, a szintén nyolchengeres, 5,9 literes Custom Royale nevű modell kifejezetten luxusautó volt. 1933-tól a REO gyártotta kocsik mind automatikus, mind szinkronizált négyfokozatú sebességváltóművel kaphatók voltak. A cég utolsó személyautó-modellje az 1936. évi 4,4 literes Flying Cloud volt.

## Képgaléria

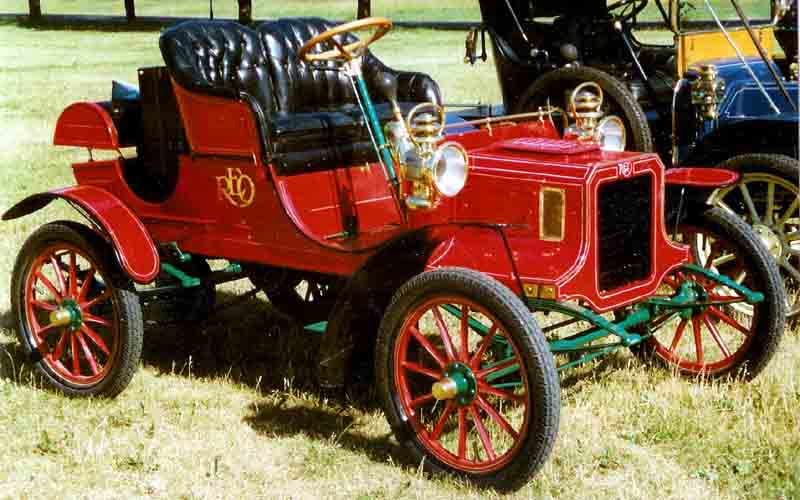
REO runabout 1906
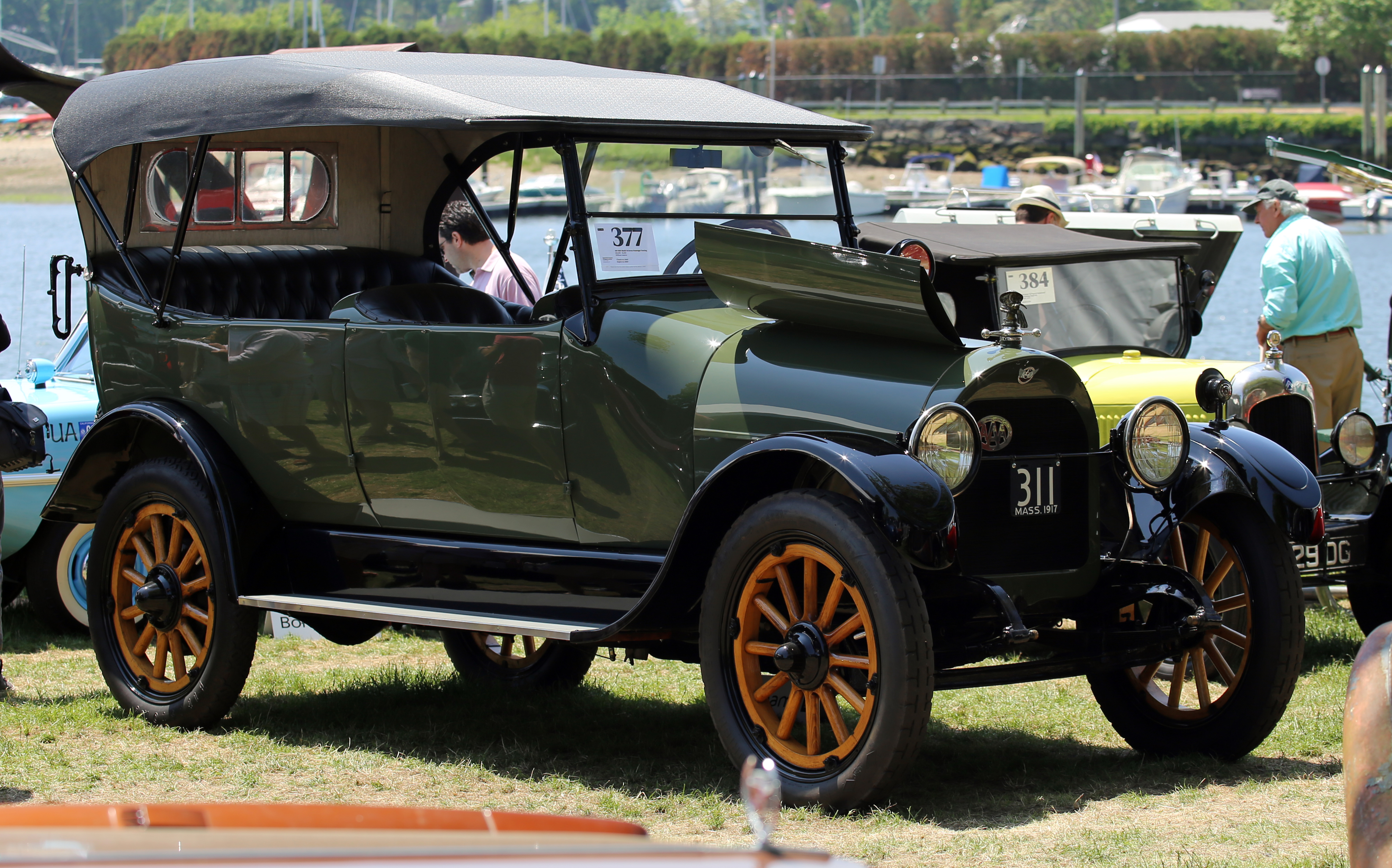
1917 Model M Touring
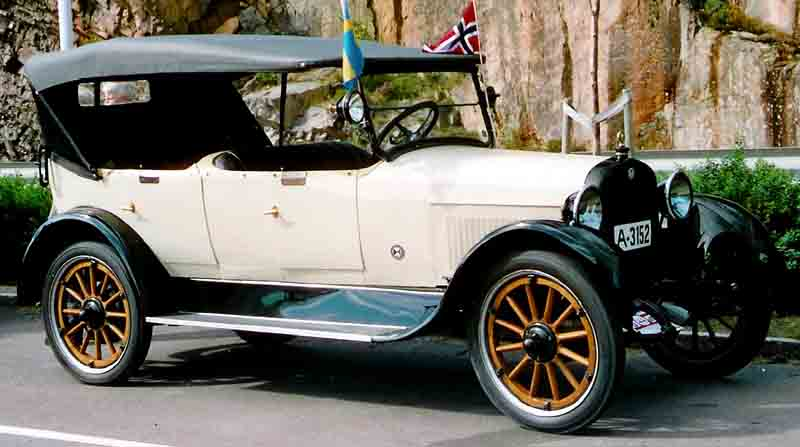
1919 REO Touring
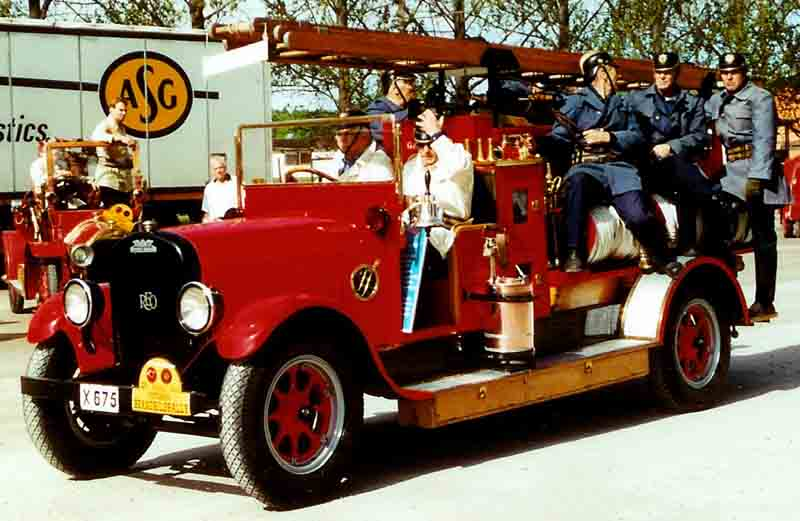
REO Fire Truck
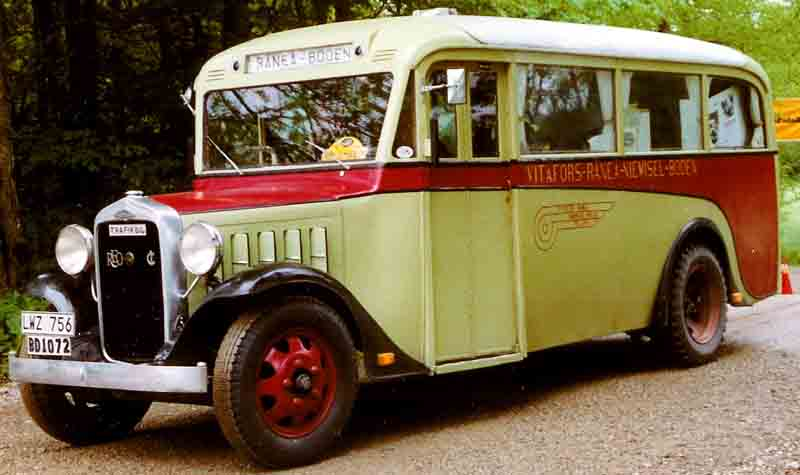
1934 REO Bus
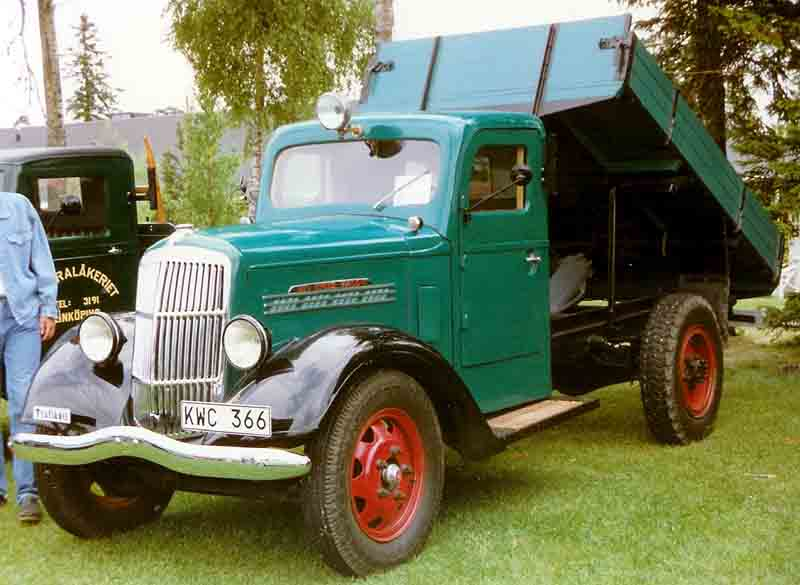
1939 REO Speed Wagon Truck
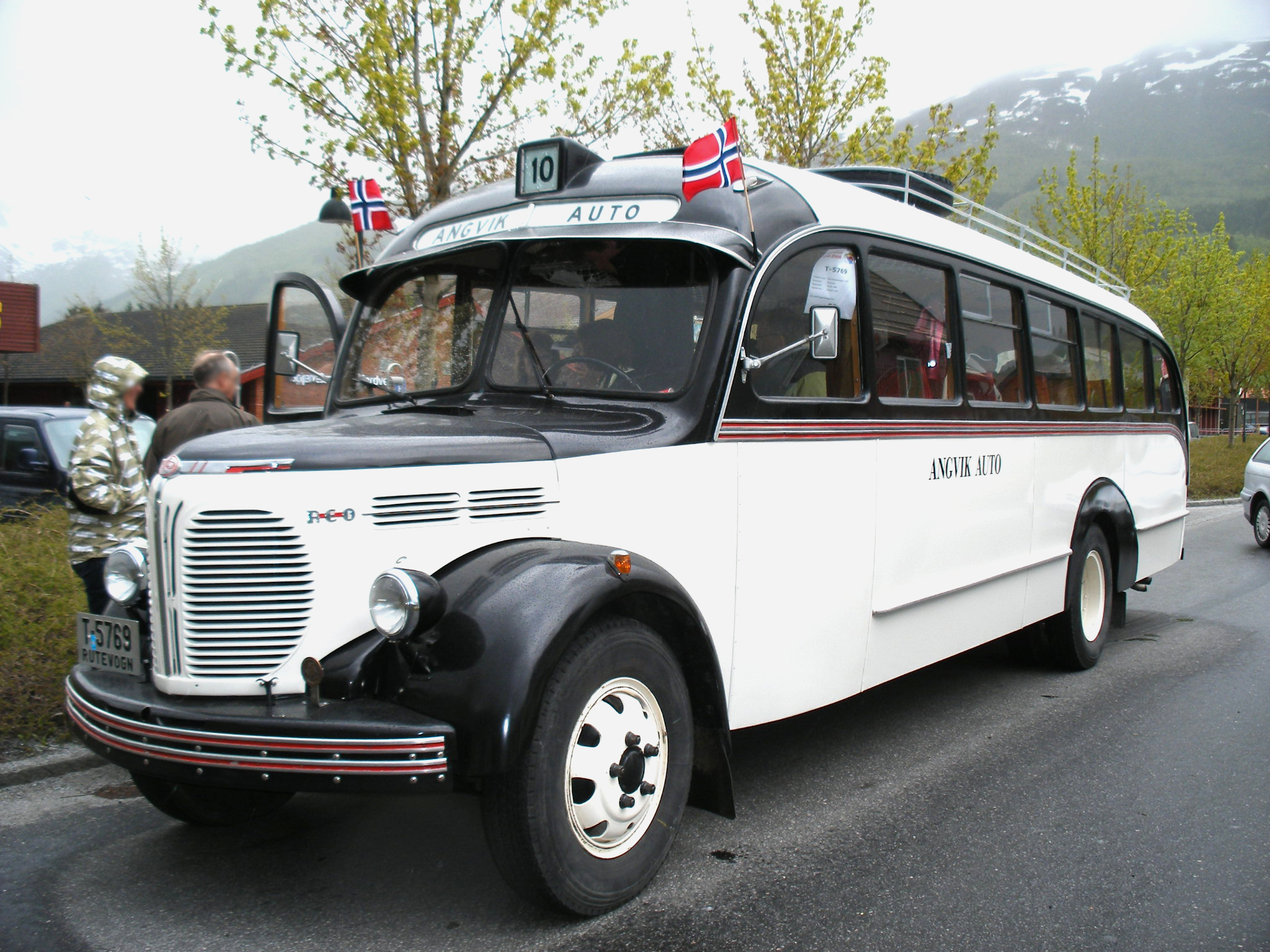
REO bus in Norway
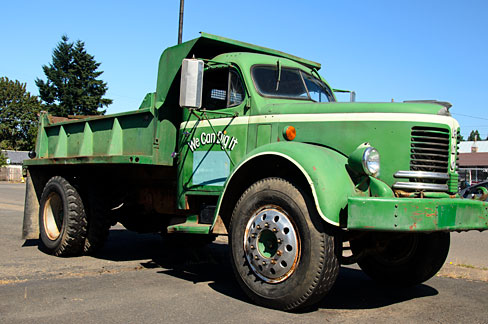
Cottage Grove Dump Truck, Lane County, Oregon
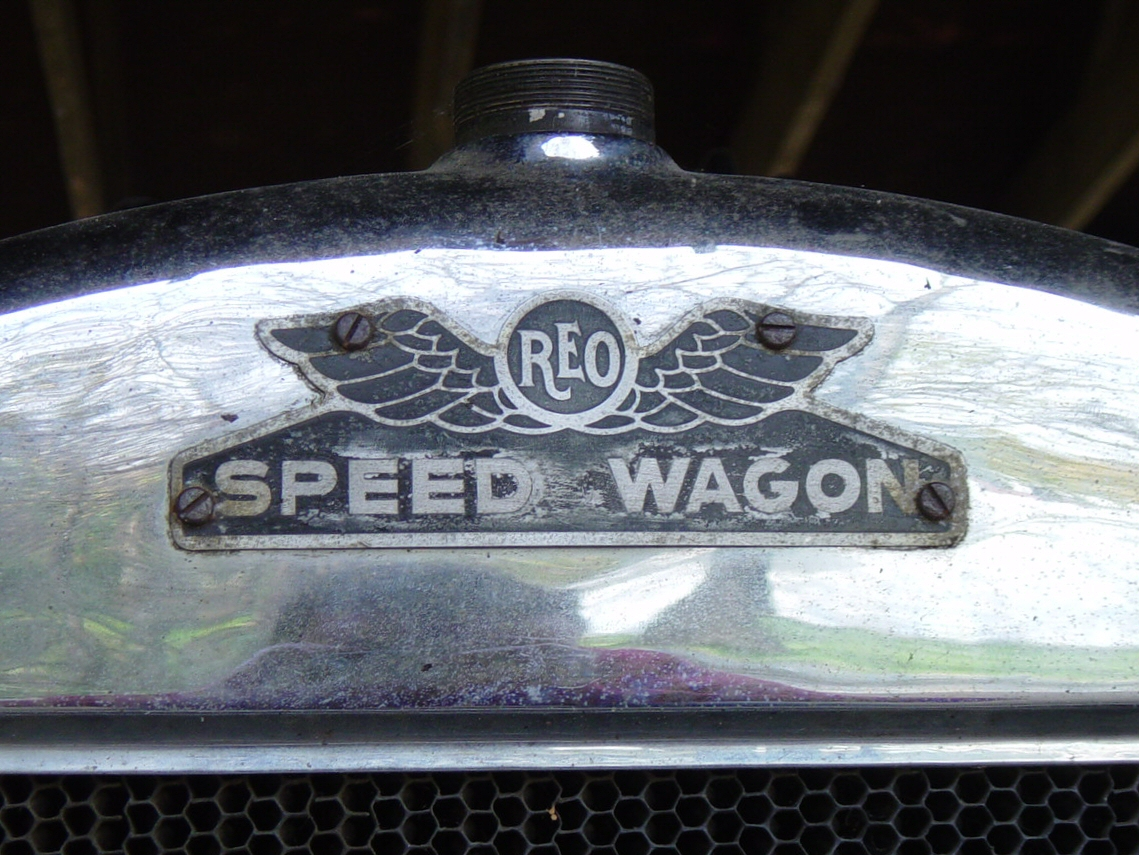
Badge from a REO Speed Wagon Fire Truck
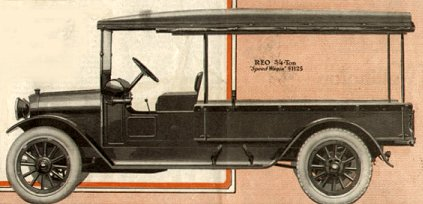
A REO Speed Wagon 1917-s hirdetése
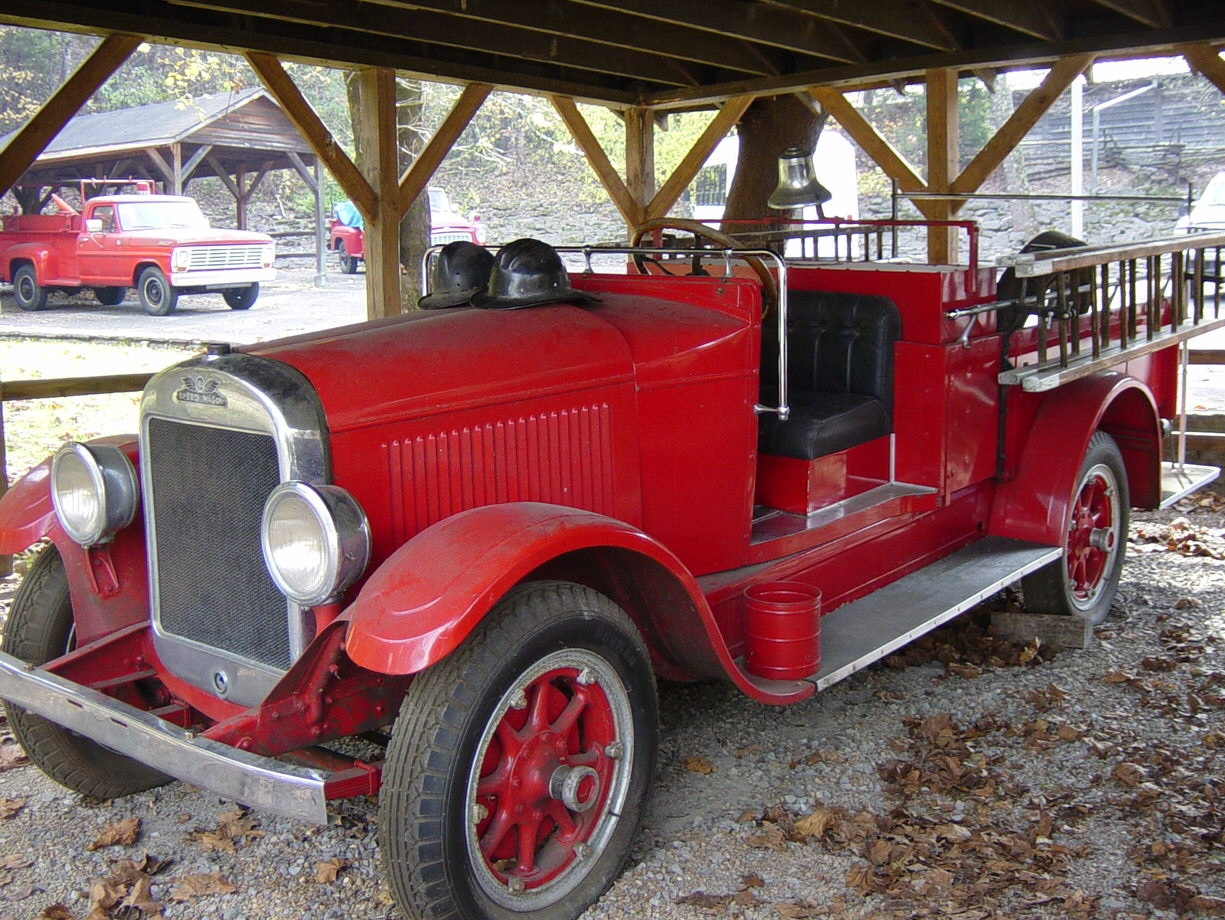
REO Speed Wagon Fire Truck at Jack Daniel's Distillery, Lynchburg, Tennessee
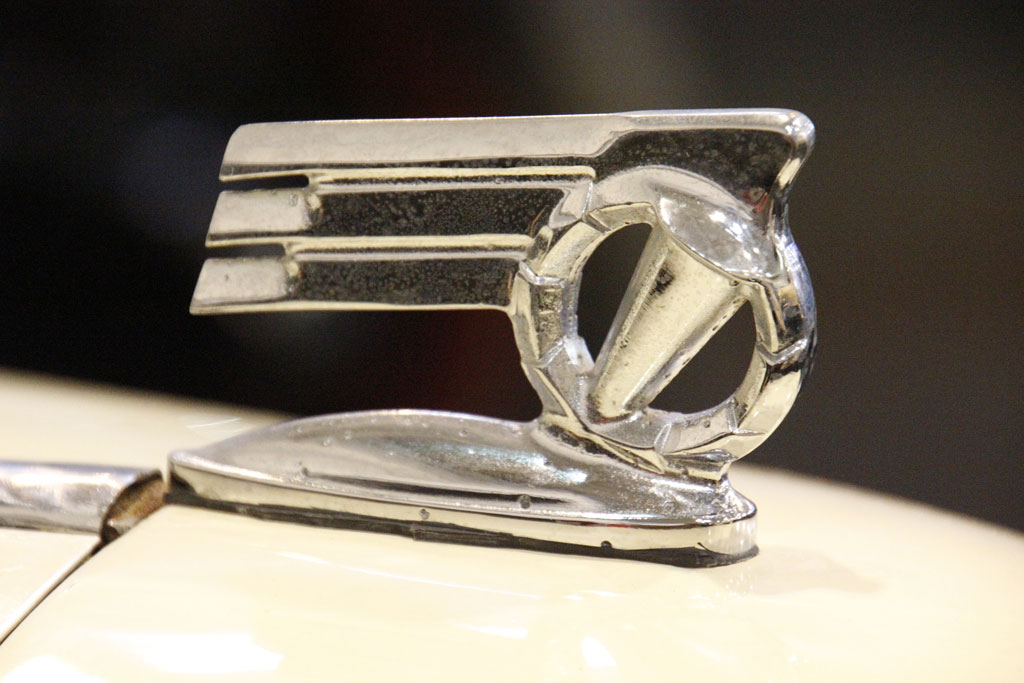
A 4.7 literes Reo Flying Cloud
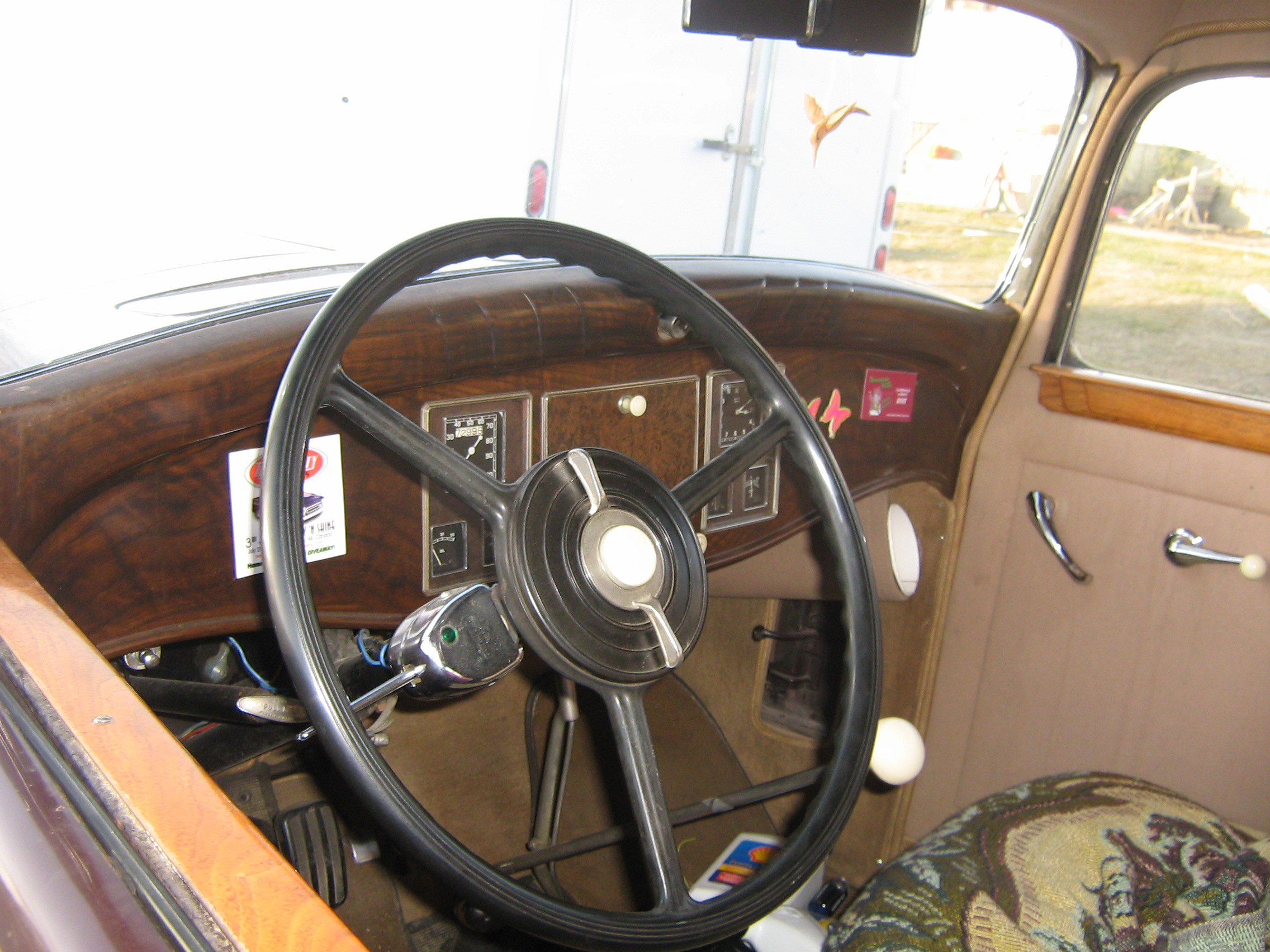
1931 Reo Royale Victoria Eight
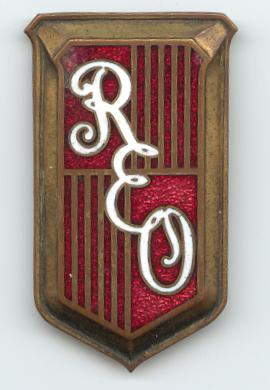
Az 1930-as Reo Flying Cloud emblémája